# Thlaspidula
Thlaspidula – rodzaj chrząszczy z rodziny stonkowatych i podrodziny tarczykowatych.
Chrząszcze te mają głowę z poprzeczną i zaopatrzoną w biegnące przez środek podłużne żeberko wargą górną. Czułki ich odznaczają się członami dziewiątym i dziesiątym ponad dwukrotnie dłuższymi niż szerokimi. Odnóża środkowej pary nie mają guzków wierzchołkowych na spodniej krawędzi ud. Stopy nie mają na ostatnim segmencie skierowanych odsiebnie wyrostków, a ich pazurki są wyraźnie niezmodyfikowane.
Rodzaj ten rozprzestrzeniony jest od Azji Południowo-Wschodniej po kontynent australijski. Znany jest z Indonezji, Malezji, Papui-Nowej Gwinei i Australii.
Takson ten wprowadzony został w 1901 roku przez Franza Spaetha. Zalicza się do niego 6 opisanych gatunków:
- Thlaspidula boisduvali (Boheman, 1854)
- Thlaspidula fimbriata Spaeth, 1901
- Thlaspidula moseri (Spaeth, 1915)
- Thlaspidula muelleri (Spaeth, 1903)
- Thlaspidula riedeli Borowiec et Swietojanska, 2001
- Thlaspidula stellifera (Spaeth, 1912)